# Ninja to Koroshiya no Futarigurashi
Ninja to Koroshiya no Futarigurashi (jap. 忍者と殺し屋のふたりぐらし) ist eine Mangaserie von HundredBurger, die seit 2021 erscheint. Der Manga erhielt 2025 eine Umsetzung als Anime, die international als A Ninja and an Assassin Under One Roof veröffentlicht wurde. Die Geschichte erzählt vom Zusammenleben eines naiven Ninja-Mädchens und einer Attentäterin.

## Inhalt
Das Ninja-Mädchen Satoko Kusagakure flieht mit einigen ihrer Kameradinnen aus dem geheimen, abgelegenen Ninja-Dorf in die Großstadt. Dort wollen die Ninjas frei als normale Menschen leben, müssen dafür aber in Kauf nehmen, zur Zielscheibe ihrer früheren Kameradinnen zu werden. Satoko wollte eigentlich gar nicht fliehen und hat sich nur mitreißen lassen. Sie wird von der Attentäterin Konoha Koga mehr zufällig gerettet. Konoha nimmt das Mädchen auf – aber nicht aus Mitgefühl, sondern wegen Satokos praktischer Fähigkeit, alle Gegenstände in Blätter verwandeln zu können, auch Leichen. Für die Attentäterin ist diese Fähigkeit von großem Nutzen, nicht nur um ihrer Arbeit nachzugehen, sondern auch mit der spurlosen Entsorgung auf der Rangliste der Attentäter aufzusteigen. So entwickelt sich eine für beide Seiten nützliche Beziehung, bei der aber vor allem Konoha darauf bedacht ist, ihre naive Mitbewohnerin auszunutzen. Satoko versucht, sich bei ihr einzuschmeicheln und ihre Zuneigung zu gewinnen. Während all dem werden die beiden immer wieder von Ninjas aus dem Dorf angegriffen, die hinter Satoko her sind, aber sehr schnell von Konoha besiegt werden.
Nachdem Satoko die Anführerin der geflohenen Ninjagruppe, Kuro, wiedergetroffen hat, sucht sie sie häufiger auf und bittet um Rat. Doch Kuro ist zwar etwas älter, aber im Leben in der Stadt kaum erfolgreicher. Sie lebt bei ihrer Geliebten Yuriko, wegen der sie dem Ninjasein abgeschworen hatte, und hat Mühe selbst etwas zum Haushalt beizutragen. Nun werden sie und Yuriko auch noch immer wieder in die Aktivitäten des Attentäterduos hineingezogen. Auch Marin Izutsumi wird bald eine gute Bekannte Satokos. Die konkurrierende Attentäterin wollte Konoha mit der Roboter-Satoko Roboko überlisten, doch ihre Erfindung entpuppt sich als viel nützlicher als die echte Satoko, bis sie von dieser in Laub verwandelt wird. Konoha trauert Roboko noch lange nach, lernt aber auch Satoko mit der Zeit immer mehr schätzen.

## Veröffentlichungen
Der Manga startete im Februar 2021 im Magazin Dengeki Daiō G beim Verlag Kadokawa Shoten. Dieser brachte die Kapitel auch gesammelt in bisher fünf Bänden heraus. Eine englische Übersetzung wurde von Seven Seas Entertainment angekündigt.
Eine Umsetzung als Anime-Fernsehserie wurde erstmals im April 2024 angekündigt. Bei der Produktion von Studio Shaft führte Yukihiro Miyamoto Regie. Die Drehbücher schrieb Fuyashi Tou. Die künstlerische Leitung lag bei Hisaharu Iijima, Animationsleitung und Charakterdesign lag bei Kazuya Shiotsuki und für die Kameraführung war Kazui Fujita verantwortlich. Tonregie führte Toshiki Kameyama. Die zwölf Folgen wurden vom 10. April bis 26. Juni 2025 von den Sendern AT-X, Tokyo MX, BS11, Kansai TV und Mie TV ausgestrahlt. Parallel dazu fand eine internationale Veröffentlichung per Streaming auf der Plattform Crunchyroll statt, unter anderem mit deutschen und englischen Untertiteln.

### Synchronisation
| Rolle             | japanische Stimme (Seiyū) |
| ----------------- | ------------------------- |
| Satoko Kusagakure | Haruna Mikawa             |
| Konoha Koga       | Kana Hanazawa             |
| Kuro              | Eri Kitamura              |
| Roboko            | Haruna Mikawa             |
| Marin Izutsumi    | Yū Serizawa               |
| Yuriko            | Rumi Ōkubo                |

### Musik
Der Soundtrack der Serie wurde von Ryūnosuke Kasai komponiert. Das Vorspannlied ist Yaren no? Endless von Kana Hanazawa und der Abspann ist unterlegt mit NinKoro Dance von HoneyWorks feat. HaKoniwalily.